# Brotia pagodula
Охлювът пагода (Brotia pagodula) е вид коремоного от семейство Pachychilidae.

## Разпространение
Видът е разпространен в Мианмар и Тайланд.